# 쓰루오카 가즈토
쓰루오카 가즈토(일본어: 鶴岡 一人, 1916년 7월 27일 ~ 2000년 3월 7일)는 일본의 전 프로 야구 선수이자 야구 지도자, 야구 해설가·평론가이다. 1946년부터 1958년까지는 야마모토 가즈토(山本 一人)라는 등록명으로 사용했다.
애칭은 쓰루오카 두목(鶴岡親分) 또는 쓰루 씨(ツルさん), 초대 미스터 호크스(ミスターホークス), 돈 쓰루오카(ドン鶴岡) 등 다수의 애칭을 가졌다. 난카이 호크스의 황금 시대를 쌓아 올린 명장으로 일본 프로 야구의 역사를 대표하는 지도자 중 한 명으로 알려져 있으며 역대 최다승 감독으로도 알려져 있다.

## 인물

### 현역 시절
1년 선배인 하마사키 조지(하마사키 신지의 동생)와 동료가 되어 야구를 시작했다. 같은 학년의 후지무라 후미오는 구레 시 근처의 초등학교에 다니던 시절부터 경쟁하기 시작했다. 쓰루오카는 히로시마 현립 히로시마 상업학교(현재의 히로시마 현립 히로시마 상업고등학교)에 진학하여 1931년에 유격수로 제8회 선발 중등 야구 대회에서 전국 제패, 1933년의 제10회 선발 대회에서는 에이스 겸 4번 타자로 베스트4, 1931년 선발 우승 학교에 특전으로 오사카 마이니치 신문에서 주최하는 미국 원정에 참가해 고등학교 및 아마추어 팀과 대전했다. 캘리포니아주 산타마리아에서 대전한 고등학교에는 전후에 친교를 맺게 되는 일본계 2세인 카피 하라다가 있어 하라다는 "인상에 남는 매우 능숙한 선수였다"고 후에 되돌아보고 있다.
호세이 대학에서는 1학년부터 레귤러로 화려한 3루 수비는 도쿄 6대학 야구 연맹 사상 최고라는 평을 들었다. 호세이의 첫 리그 연패에 공헌하는 등 인기 있는 화려한 주장으로 활약했다. 신문의 '호세이 쓰루오카'라는 제목의 크기는 당시 초창기이던 직업 야구 구단 이름 활자의 10배에 달했다고 한다. 리그 통산 88경기에 출전해 331타수 99안타, 타율 .299, 2홈런 56타점에 수위 타자를 1회 차지했다.
1939년 대학 졸업과 동시에 프로 야구에 입단, '제1호 선수'로 난카이군에 입단했는데 이를 알게 된 호세이 야구부 OB회에서는 "졸업과 동시에 직업 야구에 들어갈 수 있느냐, 야구 연예인이 되려 하는가? 모교의 수치이다. 제명해라"라는 목소리가 나왔다. 쓰루오카가 프로 야구 진출을 결심한 것은 "군대에 들어가게 되면 살아 돌아올 지 모르겠다. 그때까지는 좋아하는 야구를 하고 싶다"라는 생각에서 나온 것이었다. 가와카미 데쓰하루도 같은 이유로 프로 야구에 진출해 있어 '징병은 곧 전사'라는 어두운 전망이 있다면 업신여겨지고 있던 프로 야구계에는 인재가 모이지 않았을 가능성이 높다. 프로 야구는 전쟁으로 인한 억압에 끔찍한 암흑기를 맞이하고 있었지만 아이러니하게도 결과론적으로는 프로 야구계에 공헌했다는 측면도 있었다고 볼 수 있다. 뛰어난 리더쉽으로 입단 1년만에 주장이 되어 3번·3루수로 같은 해에 홈런왕을 차지했다. 10홈런은 전쟁 이전의 최다 기록이다. 또한 노 스텝으로 1루에 송구하는 플레이가 인기를 모았다. 노 스텝은 호세이 재학 시절 어깨를 다쳤기 때문에 극단적인 전진 수비를 바탕으로 빠르게 송구하는 방법을 선택했기 때문이다. 쓰루오카의 인기는 '직업 야구 선수의 제일'이라고 하며 당시에는 드물었던 여성 야구 팬도 늘렸다. 6대학 리그의 스타가 프로 야구에 들어와 인기를 넓힌다. 이것의 선구자 역할을 한 것이 쓰루오카였다.
다음 해인 1940년에 소집되어 육군 고사포 연대에 입대해 5년간 일본 내지를 전전한 후 종전 직전인 1945년 8월에 특별 공격대의 출격지가 된 가고시마현 지란 정(현재의 미나미큐슈시) 육군 지란 항공대 기관포 중대장을 맡아 저공으로 날아오는 미군 전투기를 격추시켰다. 이 때 길게 200명의 부하를 인솔한 경험이 후의 지휘관 철학을 낳은 것으로 알려져 있다. 전쟁 중인 1944년 결혼과 동시에 아내의 집안으로 입적해 야마모토로 개성했다.

### 선수 겸임 감독 시절
전후인 1946년에 재향해 29세에 감독 요청을 받아 이때부터 1952년까지 선수 겸임 감독을 맡았다. 전후의 혼란 속에서 야구뿐만 아니라 선수 생활의 번거로움까지 세심하게 돌보는 등 쓰루오카 두목으로 존경받았다. 포기 시합을 했음에도 불구하고 그 인덕을 고려해 벌금을 면제받는 정도였다. 유망한 선수의 획득에도 능했지만 무명의 선수를 나카모즈 구장에서 단련시켜 명 선수로 길러내는 수완이 그 이상으로 뛰어났다. 선수의 전문성을 향상시키기 위해 말했던 "그라운드에는 돈이 떨어지고 있다. 다른 사람이 2배로 연습하고 있으면 3배로 연습하라. 3배로 하고 있으면 4배로 하라. 돈이 가지고 싶으면 연습하라"라는 명대사는 이때부터 유명했다.
쓰루오카는 현대 야구에 이르는 다양한 손을 썼다. 팀 편성에서 발이 빠르고 야구를 잘 아는 선수를 모아 1946년에는 1번 야스이 가메카즈, 2번 가와니시 도시오, 3번 다가와 유타카의 준마 트리오가 휘젓고 4번 쓰루오카, 5번 호리이 가즈오가 불러들이는 '기동력 야구'의 원조로 요미우리 자이언츠를 1경기 차로 따돌리고 전후 프로 야구 재개 이후 첫 우승을 난카이(당시에는 그레이트링)의 우승으로 장식했다. 이 때 쓰루오카(당시에는 야마모토)는 30세였으며 2013년까지도 우승 감독으로는 사상 최연소 기록이다.
1949년에는 현재의 육성 선수 제도의 선구라고 할 수 있는 난카이 팜을 열었는데, 이 좁은 문에 지원자가 600명이나 몰렸다. 1951년 설립한 난카이 도켄 야구부도 최근 증가하고 있는 프로 2군 팀과 사회인 팀 간 교류 경기의 선구라고 볼 수 있다. 또한 선수로서 타점왕과 MVP를 획득했다. 1948년에는 겸임 감독으로 아오타 노보루(요미우리), 고즈루 마코토(다이에이)와 수위 타자 경쟁 3파전을 펼쳤지만 결국 타석 조절을 한 아오타에게 6모 차이로 3위에 그쳤다. 1946년과 1948년, 1951년 등 세 차례 시즌 동안 MVP를 수상했다. 이후에는 감독 업무에 전념하기 위해 1952년을 끝으로 현역에서 은퇴했는데 1951년 본인(쓰루오카)의 고향인 구레에서 난카이가 본격적인 캠프를 시작했고 1956년에 하와이로 원정을 가 마이너팀-아마팀과 맞붙었으며 이를 계기로 1960년 하와이 전지훈련을 갔고 팀이 다이에로 넘어간 1989년 하와이로 다시 전지훈련을 갔다.

### 난카이 감독 시절
1953년부터 전임 감독이 되어 1968년까지 통산 23년 동안 지휘를 맡았다. 연습생으로 오카모토 이사미, 노무라 가쓰야, 히로세 요시노리, 모리나카 지카라 등을 길러냈고 무명이었던 이이다 도쿠지, 모리시타 노부야스, 미나가와 무쓰오, 무라카미 마사노리, 구니사다 야스히로 등을 키워냈다. 또한 대학의 스타 선수였던 가게야마 가즈오, 오사와 겐지, 아나후키 요시오, 스기우라 다다시, 와타나베 다이스케 등과 카피 하라다를 통해 조 스탠카, 칼 피터슨, 켄트 하들리 등 우수한 외국인 선수들을 입단시켜 그들을 이끌며 강한 유대감을 통해 연승 난카이 시대를 구축했다. 전력을 정확하게 파악하고 항상 새로운 인재들을 넣는 것으로 '100만 달러의 내야진'을 구축한 요미우리에 대항하기 위해 '400피트 타선'을 형성했다. 선수 획득은 쓰루오카의 커넥션, 친구로부터의 소개가 주축을 이루었으나 1960년 무렵부터는 각지에 상주 스카우트를 배치하고 각지의 유력 선수들을 적극적으로 획득하려고 시도했다. 도카이 지역의 담당 스카우트로 발탁한 것이 미에현 출신의 이토 시로였다. 이들은 프로 야구 최초의 스카우트 제도의 확립이라고도 한다.
또한 '오와리 메모'로 알려진 전 마이니치 신문의 기자 오와리 히사지를 1954년에 프로 야구 첫 전속 스코어러로 채용해 메이저 리그에도 없었던 세계 최초의 '데이터 야구'를 채용한 것으로도 알려져 있다. 1959년 일본 시리즈에서 요미우리 자이언츠를 맞아 오사와의 외야 수비가 모조리 위기를 구한 것이 있는데, 이는 요미우리 각 타자의 데이터에 의해 1구마다 포수 노무라가 사인을 바꾸어 수비 위치를 바꾸는 그때까지는 야구계에 예가 없던 전략이 결실을 맺은 것이다. 이를 계기로 별로 주목받지 못했던 스코어러의 존재가 언론에 크게 보도되었다. 육성 선수 제도에 상주 스카우트와 전속 스코어러의 도입, 뛰어난 외국인 관리 방법 등 쓰루오카는 야구계의 근대화에 크게 기여한 인물이었다. 쓰루오카라고 하면 '정신 야구'와 같은 인상을 가지게 될 지도 모르지만 오히려 역으로 데이터 야구의 추진 등 시대를 앞서나간 새로움, 의리와 인정의 옛스러움과 쓰루오카의 구심력에 의해 팀이 굴러가면서 알맞게 강한 팀을 만들어 내었다.
리그 우승 통산 11회, 일본 제일 2회, 숙적 요미우리를 4연승으로 격파한 후 맞이한 눈물의 미도스지 퍼레이드는 2리그 분열 이후 오사카에 처음으로 일본 제일의 우승기를 내걸었다. 또한 자신의 인맥을 최대한 살린 정보망을 구축하고 선수 발굴에도 적극적으로 참여해 이나오 가즈히사, 히로오카 다쓰로, 나가시마 시게오, 야마모토 가즈요시, 나가이케 아쓰시, 시바타 이사오, 다부치 고이치, 야마모토 고지 등을 아마추어 시절부터 주목해 나가시마와 시바타는 입단 계약 직전까지 가기도 했다. 나가시마는 오사와를 통해 난카이 입단이 거의 결정되어 "나와 난카이에 신세를 지는거야. 너도 함께 가자"고 스기우라를 난카이에 합류시켰다. 히로오카는 쓰루오카 앞에서 "난카이에 신세를 지겠습니다"고 말했다고 한다. 시바타의 집에는 30회 이상 발걸음을 했으나 벳쇼 다케히코의 참견으로 납치되었다고 한다. 야마모토 가즈요시는 이케다 하야토의 방해를 받았고 이나오의 경우는 금융업을 영위하고 있던 아버지가 후원회의 회장이 난카이를 원수졌기 때문에 결렬되었다고 한다. 나가이케, 야마모토 고지는 고교 시절의 테스트 당시 '투수로는 프로에 무리'라고 두 사람에게 호세이 진학의 방법을 취해 나가이케는 드래프트가 실시되어 1년 후에 난카이에 들어갔다. 나가이케는 존경하는 쓰루오카에게 한 자를 받아 아들의 이름을 '도쿠히토'라고 지었다고 한다. 다카다 시게루도 오사카 체육대학 나미쇼 고등학교 시절 "난카이에 입단하고 싶다"고 밝혔지만 쓰루오카가 "너는 체격이 작다. 그러니 대학에 가는 편이 좋다"고 했다고 한다. 또한 홈구장인 오사카 구장 건설에 난카이의 마쓰우라 다케마쓰 대표와 함께 노력했는데 평생에 걸쳐 교류를 가진 카피 하라다를 통해 GHQ 경제 과학 국장이었던 윌리엄 F. 마켓에게 건축 허가를 승인받았다. 야구계에서는 제너럴 매니저(GM)이라고 하면 네모토 리쿠오가 나오는 경우가 많지만 편성이나 계약금 등의 섬세한 밸런스가 있던 쓰루오카는 마쓰키 겐지로나 미하라 오사무 등과 함께 실질적인 GM의 선구자로 뽑힌다.
이러한 쓰루오카의 수법은 상기한 '돈이 떨어지는 야구'에 가세해 이후에는 '억척스러운 야구'라고도 불리게 되었다.
그 동안 1957년에 아내가 사망하고 이듬해 재혼하여 1959년부터 성을 다시 쓰루오카로 고쳤다.
동일 구단의 감독으로 일본 프로 야구 사상 최장 기간인 23년 간 지휘를 맡아 통산 최다인 1773승(1140패 81무), 최고 승률 .609를 기록했다. 300경기 이상 경험자 중 유일한 6할대의 승률이다. 특히 1950년에 퍼시픽 리그에 소속된 이후 1968년에 사임할 때까지 19년 동안 우승 9회(이 중 일본 제일 2회), 2위 9회, 3위 이하는 단 1회(4위, 1967년)이며 2위에 그친 9시즌 중 5시즌도 1위와 1경기 차라는 경이적인 성적으로 난카이의 황금 시대를 쌓아 올린 명감독이었다. "난카이를 말하는 것은 쓰루오카를 말하는 것이며, 쓰루오카를 말하는 것은 난카이를 말하는 것이다"라고도 했다. 난카이 50년의 역사에서 쓰루오카가 차지하는 존재는 엄청 큰 것이었다. 개막부터 연패를 하던 1962년에는 "지휘관이 나쁜 부대는 전멸한다"는 말을 남기고 휴식, 같은 해 8월에 복귀했다.
1965년 11월 13일에 공식적으로 구단 용퇴를 표명했다. 한 사람이 언제까지나 감독을 맡으면 발전이 되지 않는다는 생각으로 해결책을 내린 것이었으나 후임으로 지명한 코치 가게야마가 취임 4일 후인 11월 17일에 급사하는 소동이 벌어졌다. 용퇴를 표명한 후 쓰루오카는 산케이 스왈로스와 도쿄 오리온스에서 감독 취임 요청이 들어와 17일 도쿄에서 두 구단주를 만나 취임 요청에 대해 응답할 예정이었다. 하지만 가게야마의 급사 소식을 전달받은 쓰루오카는 용퇴를 철회하고 다시 난카이와 3년 계약을 맺었다(난카이 가게야마 신임 감독 급사 소동). 1968년까지 임기를 완수하고 후임은 이이다에게 바통을 넘겼다.
일본 프로 야구 역사상 여러 구단이 승률(혹은 승수) 1위를 차지해 플레이오프가 열린 적은 한 번도 없지만 쓰루오카는 감독 첫해인 1946년과 최종 연도인 1968년에 2차례 경험할 뻔 했다. 1946년에는 우승을 차지했으나 1968년에는 최종전에서 힘이 다해 패배해 대칭적인 결과가 나왔다. 또한 최종전이 쓰루오카에게는 마지막 지휘가 되었다.

### 감독 용퇴 후
감독 용퇴 이후에도 그 수완을 인정받아 다른 구단으로부터 감독 취임을 요청받았다. 1968년 오프 시즌에는 한신 타이거스에서 후지모토 사다요시 감독의 후임으로 요청이 있었지만 협상 자리에서 구단 조직에 대해 언급할 때 한신 측이 엉거주춤하게 협상해 결렬되었다. 1969년 오프 시즌에도 한신에서 재차 요청을 받았지만 역시 쓰루오카가 감독이 되면 프런트 주도의 구도가 무너질 것을 두려워했고 또한 '청년 감독 열풍'이 당시 야구계에 분 것도 있어 결렬되었다. 그 후 1970년 오프 시즌 긴테쓰 버펄로스에서 미하라 오사무의 후임 감독으로 요청이 있었지만 "미하라 씨가 긴테쓰 나인에 어떤 야구를 가르쳤는지 관심이 있지만 1년 동안 감독 업무를 맡을 체력이 없다"며 거절했다. 하지만 실상은 친정 팀인 난카이를 적으로 돌리는 것은 본의가 아니었기 때문인 것으로 알려져 있다.
1969년부터 사망할 때까지 NHK의 야구 해설자, 스포츠 닛폰의 야구 평론가를 역임했고 이후에도 가와카미와 함께 야구계의 수령으로 대등하게 칭해지는 존재였다.

### 노무라와의 불화
1977년 충돌을 맞이한 노무라가 '공사혼동'을 이유로 난카이 감독에서 해임되었는데 이 때 기자 회견에서 노무라가 "쓰루오카 원로에게 난폭하게 했다"고 발언하는 등 불화가 표면화되었고 에나쓰 유타카, 가시와바라 준이치 등 노무라 파의 주력 선수들이 구단에 격렬하게 항의해 차례로 탈퇴 이적하는 사태를 초래했다. 노무라의 해임 이후 난카이는 급속하게 약화되었고 모기업의 소극적인 구단 경영과 최하위가 지정석일 정도로 침체가 계속되어 1988년 오프 시즌 이후 구단은 슈퍼마켓인 다이에에 매각되었다. 다이에 매각 이후에도 호크스의 침체가 이어져 결국 노무라의 해임 이후 호크스는 20년 연속 B클래스에 만족하게 되었다.
쓰루오카 본인은 시종 노무라를 높게 평가했고 노무라가 야쿠르트 감독 시절인 1993년 쇼리키 마쓰타로상을 수상했을 때도 심사위원 중 한 명으로써 노무라를 추천했다. 원래 입단 후 2년간 2군에서 만족하고 있던 노무라의 소질을 간파하고 1군의 주전 포수로 기용한 것도 쓰루오카였다. 노무라 해임 사건에 대해서도 호크스 감독 시대 후기부터 내연 관계였던 (이토 요시에)노무라 사치요가 지휘에 개입하고 선수를 저주하는 등의 행위를 하고 있었고 이를 막을 수가 없었기 때문에 노무라 측에도 완전히 문제가 없는 것은 아니었다. 또한 쓰루오카는 칭찬하는 것이 늘어날 것이라고 판단하고 접한 히로세나 스기우라에 대해 노무라는 유들유들한 성격이라고 생각해 굳이 '화내는 역'으로 엄격하게 접한 노무라가 실제로는 섬세한 성격이라고 늦게 깨닫게 되어 결과적으로는 엇갈리게 되었다고 말년에 술회했다. 또한 쓰루오카는 히로세의 결혼식에 참석한 반면 노무라와 난카이 전철의 중역의 딸이었던 전부인의 결혼식에는 참석해서 결혼을 반대한 상황도 있었다. 따라서 쓰루오카와 노무라 사이의 불화는 양자 간의 커뮤니케이션에 미묘한 엇갈림으로 인한 것이 확대되었다고 볼 수 있다. 노무라가 3관왕을 차지했을 때에도 향후 계명의 의미에서 스기우라의 위로도 겸해 "무엇이 3관왕이냐. 방대한 얼굴을 하지 마라. 정말로 난카이에 공헌한 것은 스기우라다"라고 노무라에게 발언했으나 노무라는 곧대로 "나는 감독에게 제대로 평가받지 못하고 있는 것인가?"라고 받았다고 한다. 또한 쓰루오카는 자신이 해임 인사에 관여할 수 없다고 구단에 항의해 오너인 가와가쓰 덴이 사과하기도 했다. 또한 노무라도 앞서 말한 "난폭하게 했다"는 발언도 자신의 착각이었다고 해명했다.
노무라가 선수를 칭찬하지 않는 것도 쓰루오카의 영향으로 다른 팀 선수를 칭찬해도 아군의 선수는 좀처럼 칭찬하지 않았다고 한다. 노무라 자신이 쓰루오카에게 칭찬받은 것은 3년만에 '하와이 캠프의 수확은 노무라에게 사용할 수 있는 목표를 세운 것'이라고 쓰여진 것을 신문에서 읽은 것과 홈런왕을 획득한 4년차에 오사카 구장의 복도에서 마주했을 때 "너, 잘 되었구나"의 2번이었다. 그러나 이것들이 정말 큰 자신감으로 돌아왔다고 한다. "하지만 이것으로 좋습니다. 이렇게 기억될 정도니까요. (중략)감독은 무작정 칭찬해서는 안 됩니다. 말의 가치가 떨어집니다"라고도 했다. 2009년 9월 6일의 닛폰햄 전 경기에서도 "말은 힘이야. 지금 내가 이렇게 있는 것도 난카이 3년차에 쓰루오카 감독의 한마디가 있었기 때문이다. 쓰루오카 감독은 사람을 칭찬하지 않는 것으로 유명한 사람이지만 3년차의 어느 날 '너, 잘 되었구나'고 말해주었다. 칭찬하지 않는 사람의 그런 한마디는 무게가 있다"고 거의 비슷한 이야기를 했다. 사사키 신야는 1970년 경 쓰루오카에게 "노무라의 가장 좋은 점은 무엇입니까?"라고 묻자 쓰루오카는 잠시 생각한 뒤에 "자신에게 삶의 터전을 제공하고 있는 프로 야구계에게 감사하는 마음을 잊지 않고 있는 것이네"라고 대답해 다른 말을 기대하고 있던 사사키는 의외의 느낌이 들었다고 이야기했다. 앞서 말한 이야기로부터 노무라 역시 쓰루오카를 존경하고 있고, 양자의 불화는 반드시 근원적인 것은 없다고 할 수 있다.

### 말년
소년 야구의 국제 교류에도 진력해 1970년 본거지를 오사카 야구장으로 하는 보이즈 리그를 창설했다. 당시 소년 야구의 구장으로 전문 본거지 구장을 사용하는 것은 매우 드물고 획기적인 일이었다. 보이즈 리그는 많은 인재를 배출해 일본 야구의 레벨을 올리는 데 크게 기여했다.
감독으로 재임 중이던 1965년에 야구 명예의 전당에 입성했고 1991년 프로 야구 선수 최초의 서훈(훈4등 욱일장)을 하사받았다. 2000년 3월 7일 20세기 마지막 시즌을 앞두고 동맥 혈전증에 의한 심장 마비로 사망했다. 향년 83세. 이후 종5위를 하사받았다.
2000년 3월 9일, 오사카의 혼간지 쓰무라 별원에서 열린 영결식 당일에는 1,000명 이상의 프로 야구 관계자들이 참석했고 난카이 전기 철도 직원들이 미도스지 난카이 본사에서 오사카 야구장 터에 정렬, 쓰루오카를 태운 영구차를 묵례하며 보냈다. 영결식 조사를 맡은 스기우라는 "두목, 여기서 미도스지가 보이십니까?"라고 쓰루오카에게 추모의 말을 전했다.
고향 근처의 구레 시 스포츠 회관(구레 시 니코 야구장 옆)에는 '쓰루오카 가즈토 기념 전시실'이 설치되어 있고, 연고의 물건이 담겨 있다.

## 가족
상기와 같이 첫 번째 아내는 1957년에 잃었다. 그 후 곧 난카이 전철의 홍보지에 게재된 사설 응원 단장의 인터뷰에는 "일본 시리즈 우승으로 미도스지에서 퍼레이드를 하는 것은 돌아가신 부인을 위한 것"이라는 발언이 있어 1959년에 그 비원을 달성해 미도스지 퍼레이드로 향하기 전에 재혼한 아내로부터 "아버지, 퍼레이드를 보여주세요"라고 전처의 위패를 전달받았다는 이야기가 쓰루오카의 저서 《난카이 호크스와 함께》에 기록되어 있다.
장남(첫 번째 아내와의 사이에서 낳은 자식)은 상승 PL가쿠엔의 주춧돌을 쌓아 호세이 대학의 감독이나 긴테쓰 스카우트를 역임했던 시애틀 매리너스의 스카우트 쓰루오카 야스시(야마모토 야스시)이다. 야스시는 호세이 졸업 당시인 1967년 드래프트에서 난카이에 지명되었으나 아버지의 맹렬한 반대로 프로 입성을 포기했다. 이 때 호세이 야구부에 있던 에모토 다케노리에 따르면 야스시의 타격, 특히 변화구를 타격하는 능력이 뛰어났고 적어도 선수적인 측면에서는 아버지의 실력을 넘을 것이라고 말했다. 게다가 굳이 프로 입단을 말린 쓰루오카의 아버지로서의 태도는 '부모는 아이에게 고생을 시키고 싶지 않았을 것'이라고 에모토는 평가하고 있다.
이 외에도 첫 번째 부인과의 사이에서 낳은 딸을 1949년 산책 중 난카이 전철 선로에 들어가는 사고로 1년 7개월 만에 사고로 잃었다. 이 때 장녀를 데리고 있던 쓰루오카의 어머니도 사고의 충격으로 이듬해 타계했다.

## 상세 정보

### 출신 학교
- 히로시마 현립 히로시마 상업학교(현재의 히로시마 현립 히로시마 상업고등학교)
- 호세이 대학

### 선수 경력
- 난카이군·그레이트 링·난카이 호크스(1939년, 1946년 ~ 1952년)

### 지도자 경력
- 그레이트 링·난카이 호크스 감독(1946년 ~ 1968년)

### 수상·타이틀 경력

#### 타이틀
- 홈런왕 : 1회(1939년)
- 타점왕 : 1회(1946년)

#### 수상
- MVP : 3회(1946년, 1948년, 1951년)
- 베스트 나인 : 1회(1951년)
- 일본 야구 명예의 전당 헌액자(1965년)
- 훈4등 욱일장(1991년)
- 종5위(2000년)

### 개인 기록
- 올스타전 출전 : 2회(1951년, 1952년)

### 등번호
- 5(1939년)
- 1(1946년)
- 30(1947년 ~ 1965년)
- 31(1966년 ~ 1968년)

### 등록명
- 鶴岡 一人(1939년, 1959년 ~ 1968년)
- 山本 一人(1946년 ~ 1958년)

### 연도별 타격 성적
| 연 도      | 소 속                     | 경 기 | 타 석 | 타 수 | 득 점 | 안 타 | 2 루 타 | 3 루 타 | 홈 런 | 루 타 | 타 점 | 도 루 | 도 루 자 | 희 생 번 | 희 생 플 | 볼 넷 | 고 4 | 사 구 | 삼 진 | 병 살 타 | 타 율 | 출 루 율 | 장 타 율 | O P S |
| ---------- | ------------------------- | ----- | ----- | ----- | ----- | ----- | ------- | ------- | ----- | ----- | ----- | ----- | -------- | -------- | -------- | ----- | ---- | ----- | ----- | -------- | ----- | -------- | -------- | ----- |
| 1939년     | 난카이 그레이트 링 난카이 | 92    | 397   | 330   | 54    | 94    | 13      | 9       | 10    | 155   | 55    | 21    | --       | 0        | 1        | 64    | --   | 2     | 24    | --       | .285  | .403     | .470     | .873  |
| 1946년     | 난카이 그레이트 링 난카이 | 104   | 461   | 388   | 75    | 122   | 23      | 8       | 4     | 173   | 95    | 32    | 8        | 1        | --       | 71    | --   | 1     | 13    | --       | .314  | .422     | .446     | .868  |
| 1947년     | 난카이 그레이트 링 난카이 | 118   | 511   | 428   | 64    | 118   | 20      | 4       | 10    | 176   | 65    | 16    | 9        | 3        | --       | 79    | --   | 1     | 24    | --       | .276  | .390     | .411     | .801  |
| 1948년     | 난카이 그레이트 링 난카이 | 125   | 519   | 449   | 65    | 137   | 28      | 3       | 8     | 195   | 68    | 23    | 4        | 0        | --       | 69    | --   | 1     | 22    | --       | .305  | .399     | .434     | .833  |
| 1949년     | 난카이 그레이트 링 난카이 | 114   | 487   | 425   | 71    | 123   | 23      | 2       | 17    | 201   | 77    | 15    | 4        | 0        | --       | 59    | --   | 3     | 30    | --       | .289  | .380     | .473     | .853  |
| 1950년     | 난카이 그레이트 링 난카이 | 55    | 161   | 140   | 25    | 40    | 7       | 2       | 5     | 66    | 25    | 5     | 0        | 0        | --       | 20    | --   | 1     | 11    | 5        | .286  | .379     | .471     | .850  |
| 1951년     | 난카이 그레이트 링 난카이 | 91    | 366   | 338   | 44    | 105   | 21      | 1       | 2     | 134   | 58    | 19    | 4        | 0        | --       | 27    | --   | 1     | 11    | 10       | .311  | .363     | .396     | .760  |
| 1952년     | 난카이 그레이트 링 난카이 | 55    | 204   | 183   | 35    | 51    | 10      | 1       | 5     | 78    | 24    | 12    | 3        | 1        | --       | 20    | --   | 0     | 11    | 5        | .279  | .350     | .426     | .776  |
| 통산 : 8년 | 통산 : 8년                | 754   | 3106  | 2681  | 433   | 790   | 145     | 30      | 61    | 1178  | 467   | 143   | 32       | 5        | 1        | 409   | --   | 10    | 146   | 20       | .295  | .390     | .439     | .829  |

- 굵은 글씨는 시즌 최고 성적.
- 난카이(난카이군)는 1944년 도중에 긴키니혼(긴키니혼군), 1946년 그레이트 링을 거쳐 1947년 도중에 난카이(난카이 호크스)로 구단명을 변경.

### 감독으로서의 팀 성적
| 연도        | 소속               | 순위        | 경기 | 승리 | 패전 | 무승부 | 승률 | 승차                          | 팀 홈런                       | 팀 타율                       | 팀 평균자책점                 | 연령                          |
| ----------- | ------------------ | ----------- | ---- | ---- | ---- | ------ | ---- | ----------------------------- | ----------------------------- | ----------------------------- | ----------------------------- | ----------------------------- |
| 1946년      | 그레이트 링 난카이 | 1위         | 105  | 65   | 38   | 2      | .631 | -                             | 24                            | .273                          | 3.08                          | 30세                          |
| 1947년      | 그레이트 링 난카이 | 3위         | 119  | 59   | 55   | 5      | .518 | 19                            | 24                            | .231                          | 2.39                          | 31세                          |
| 1948년      | 그레이트 링 난카이 | 1위         | 140  | 87   | 49   | 4      | .640 | -                             | 45                            | .255                          | 2.18                          | 32세                          |
| 1949년      | 그레이트 링 난카이 | 4위         | 135  | 67   | 67   | 1      | .500 | 18.5                          | 90                            | .270                          | 3.95                          | 33세                          |
| 1950년      | 그레이트 링 난카이 | 2위         | 120  | 66   | 49   | 5      | .574 | 15                            | 88                            | .279                          | 3.38                          | 34세                          |
| 1951년      | 그레이트 링 난카이 | 1위         | 104  | 72   | 24   | 8      | .750 | -                             | 48                            | .276                          | 2.40                          | 35세                          |
| 1952년      | 그레이트 링 난카이 | 1위         | 121  | 76   | 44   | 1      | .633 | -                             | 83                            | .268                          | 2.84                          | 36세                          |
| 1953년      | 그레이트 링 난카이 | 1위         | 120  | 71   | 48   | 1      | .597 | -                             | 61                            | .265                          | 3.02                          | 37세                          |
| 1954년      | 그레이트 링 난카이 | 2위         | 140  | 91   | 49   | 0      | .650 | 0.5                           | 82                            | .250                          | 2.50                          | 38세                          |
| 1955년      | 그레이트 링 난카이 | 1위         | 143  | 99   | 41   | 3      | .707 | -                             | 90                            | .249                          | 2.61                          | 39세                          |
| 1956년      | 그레이트 링 난카이 | 2위         | 154  | 96   | 52   | 6      | .643 | 0.5                           | 68                            | .250                          | 2.23                          | 40세                          |
| 1957년      | 그레이트 링 난카이 | 2위         | 132  | 78   | 53   | 1      | .595 | 7                             | 98                            | .252                          | 2.68                          | 41세                          |
| 1958년      | 그레이트 링 난카이 | 2위         | 130  | 77   | 48   | 5      | .612 | 1                             | 93                            | .248                          | 2.53                          | 42세                          |
| 1959년      | 그레이트 링 난카이 | 1위         | 134  | 88   | 42   | 4      | .677 | -                             | 90                            | .265                          | 2.44                          | 43세                          |
| 1960년      | 그레이트 링 난카이 | 2위         | 136  | 78   | 52   | 6      | .600 | 4                             | 103                           | .247                          | 2.88                          | 44세                          |
| 1961년      | 그레이트 링 난카이 | 1위         | 140  | 85   | 49   | 6      | .629 | -                             | 117                           | .262                          | 2.96                          | 45세                          |
| 1962년      | 그레이트 링 난카이 | 2위         | 133  | 73   | 57   | 3      | .562 | 5                             | 119                           | .253                          | 3.27                          | 46세                          |
| 1963년      | 그레이트 링 난카이 | 2위         | 150  | 85   | 61   | 4      | .582 | 1                             | 184                           | .256                          | 2.70                          | 47세                          |
| 1964년      | 그레이트 링 난카이 | 1위         | 150  | 84   | 63   | 3      | .571 | -                             | 144                           | .259                          | 3.12                          | 48세                          |
| 1965년      | 그레이트 링 난카이 | 1위         | 140  | 88   | 49   | 3      | .642 | -                             | 153                           | .255                          | 2.80                          | 49세                          |
| 1966년      | 그레이트 링 난카이 | 1위         | 133  | 79   | 51   | 3      | .608 | -                             | 108                           | .245                          | 2.59                          | 50세                          |
| 1967년      | 그레이트 링 난카이 | 4위         | 133  | 64   | 66   | 3      | .492 | 11                            | 108                           | .235                          | 3.04                          | 51세                          |
| 1968년      | 그레이트 링 난카이 | 2위         | 136  | 79   | 51   | 6      | .608 | 1                             | 127                           | .243                          | 2.92                          | 52세                          |
| 통산 : 23년 | 통산 : 23년        | 통산 : 23년 | 2994 | 1773 | 1140 | 81     | .609 | A클래스 : 22회, B클래스 : 1회 | A클래스 : 22회, B클래스 : 1회 | A클래스 : 22회, B클래스 : 1회 | A클래스 : 22회, B클래스 : 1회 | A클래스 : 22회, B클래스 : 1회 |

- 그레이트 링은 1947년 도중에 난카이(난카이 호크스)로 구단명을 변경.
- 23년 연속 같은 팀의 감독으로 통산 1773승은 역대 1위.

1. 순위에서 굵은 글씨는 일본 시리즈 우승.
2. 1958년부터 1960년, 1962년, 1966년부터 1996년까지는 130경기제.
3. 1961년, 1965년은 140경기제.
4. 1963년부터 1964년까지는 150경기제.